# 코헨 앤 그레서
코헨 앤드 그레서(Cohen & Gresser LLP)는 미국계 부띠크 로펌으로 미국 뉴욕에 본사가 있다. 서울지사를 시작으로 2014년 초에 프랑스 파리지사를 개소하였다. 현재, 워싱턴, 파리, 런던 및 서울에 지사가 있다.

## 참고 자료
- 손승철 미국변호사 코헨 앤 그래서 서울사무소 대표
- 손승철 코헨앤그레서 변호사, 미국시장 IT 분야 집단소송서 실력 발휘
- "한국 기업 법무팀 선진화…로펌 변호사와 팀 이뤄 업무 진행"